# Лунный свет (фильм, 2016)
«Лунный свет» (англ. Moonlight) — американский драматический фильм режиссёра и автора сценария Барри Дженкинса, вышедший на экраны в 2016 году. Экранизация пьесы Тарелла Элвина Маккрейни.

## Сюжет
I. Малыш
В Либерти-Сити, Майами, афро-кубинский торговец наркотиками Хуан находит Шайрона, замкнутого ребёнка по прозвищу «Малыш», скрывающегося от группы хулиганов в заброшенном доме, где прячут наркотики. Хуан позволяет Шайрону провести ночь с ним и его подругой Терезой, прежде чем вернуть Шайрона своей матери Поле. Шайрон продолжает проводить время с Хуаном, который учит его плавать и даёт совет, что он может выбрать свой собственный жизненный путь.
Однажды ночью Хуан встречает Полу, курящую крэк с одним из своих клиентов. Хуан ругает её за её пристрастие и пренебрежение сыном, но она, в свою очередь, упрекает его в том, что именно он продаёт ей крэк. Также они спорят о воспитании Шайрона. Пола намекает, что знает, почему Шайрона достают его сверстники, подразумевая «то, как он ходит». Затем Пола идёт домой и срывает злость на Шайроне. На следующий день Шайрон признаётся Хуану и Терезе, что он ненавидит свою мать, и спрашивает, что такое «педик». Хуан говорит ему, что это «слово, которое заставляет геев чувствовать себя плохо». Он говорит Шайрону, что нет ничего плохого в том, чтобы быть геем, и что он не должен позволять другим издеваться над ним. Спросив Хуана, продавал ли он наркотики Поле, Шайрон уходит, а Хуана мучают угрызения совести за его действия.
II. Шайрон
Теперь подросток, Шайрон избегает школьного хулигана Террела и проводит время с Терезой, которая живёт одна после смерти Хуана. Пола, которая стала проституткой после ухудшения зависимости, заставляет Шайрона отдать ей деньги, которые он получает от Терезы. Детский друг Шайрона Кевин рассказывает, что его задержал учитель после того, как поймал, когда он занимался сексом с девушкой на школьной лестнице. Позже Шайрону снится, что Кевин с девушкой занимаются сексом на заднем дворе Терезы. Однажды ночью Кевин навещает Шайрона на пляже возле его дома. Вместе они курят косяк, обсуждают свои амбиции и прозвище, которое Кевин дал Шайрону, когда они были детьми. Они целуются, и Кевин рукой удовлетворяет Шайрона.
На следующее утро Террел манипулирует Кевином, чтобы тот участвовал в хейзинге. Кевин неохотно бьёт Шайрона, пока тот не может стоять, а затем наблюдает, как Террел и другие подростки жестоко избивают его. Когда директор убеждает его выдать имена нападавших, Шайрон, не желая сдавать Кевина, отказывается, заявляя, что это ничего не изменит. На следующий день разъярённый Шайрон входит в класс и разбивает стул о голову Террела. Прибывает полиция и арестовывает Шайрона за нападение, его отправляют в воспитательную колонию.
III. Чёрный

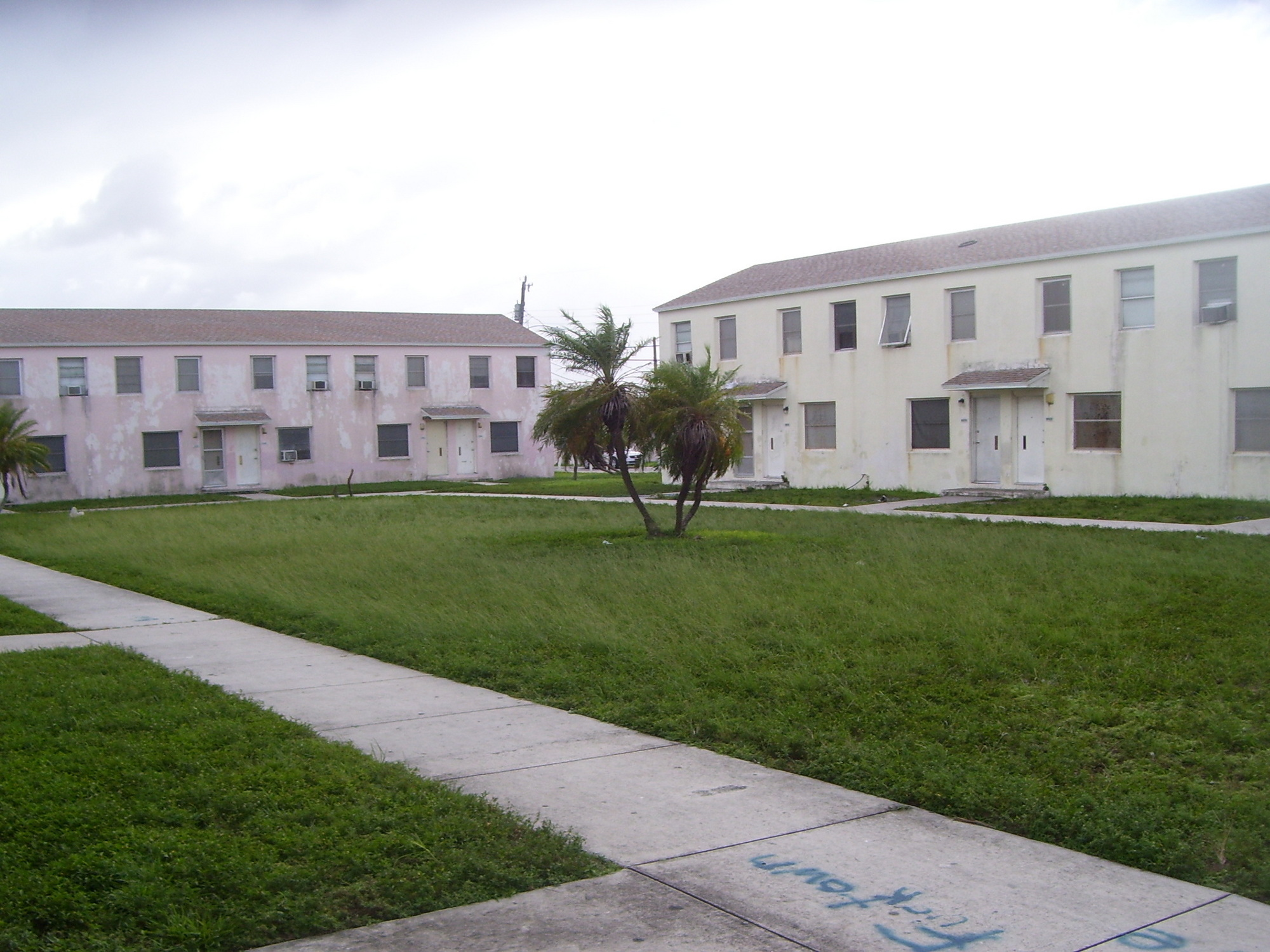
Часть фильма снималась в жилом комплексе Liberty Square

Теперь по прозвищу «Чёрный», взрослый Шайрон выходит из тюрьмы и торгует наркотиками в Атланте. Он получает частые звонки от Полы, которая просит навестить её в наркологическом центре, где она сейчас живёт. Однажды он получает звонок от Кевина, который приглашает навестить его, если он решит приехать в Майами. Во время посещения Полы Шайрон нарушает молчание. Его мать, видя жизненные ошибки, продолжает извиняться за то, что не любила его, когда он больше всего в этом нуждался, и говорит, что любит его, даже если он не любит её в ответ. В конце концов, они оба в слезах примиряются, прежде чем Пола отпускает своего сына.
Шайрон едет в Майами и воссоединяется с Кевином, который сейчас работает в закусочной. Когда его попытки распытать Шайрона о его жизни приводят к молчанию, Кевин говорит ему, что у него есть ребёнок от бывшей девушки, и, хотя отношения закончились, он доволен своей ролью отца. Шайрон в ответ рассказывает о наркоторговле, чего сложно было ожидать от Шайрона, и спрашивает Кевина, зачем он звонил. Кевин играет песню в музыкальном автомате, которая напомнила ему о Шайроне. После того, как Кевин готовит Шайрону ужин, они вдвоём идут в его квартиру. Кевин говорит Шайрону, что он счастлив, несмотря на то, что его жизнь не сложилась так, как он надеялся, в результате чего Шайрон разоткровенничался и признался, что он не был близок с кем-либо со времени их встречи много лет назад. Когда Кевин утешает его, «Чёрный» вспоминает о себе как о Малыше, стоящем на пляже в лунном свете.

## Актёрский состав
- Треванте Роудс — взрослый Шайрон
- Эштон Сандерс — Шайрон в юности
- Алекс Гиберт — Шайрон в детстве
- Андре Холланд — взрослый Кевин
- Джаррел Джером — Кевин в юности
- Джейден Пайнер — Кевин в детстве
- Наоми Харрис — Пола
- Махершала Али — Хуан
- Жанель Монэ — Тереза
- Патрик Десиль — Террел

## Съёмки
Съёмки фильма начались 14 октября 2015 года в Майами, штат Флорида, и продлились 25 дней. Одним из основных мест съёмок стал комплекс Либерти-сквер, в котором росли Маккрейни и Дженкинс.
Дженкинс убедился, что три актёра, играющих Шайрона, не встречались друг с другом во время съёмок, чтобы избежать каких-либо имитаций друг друга. Следовательно, Роудс, Сандерс и Гиберт снимались в отдельные двухнедельные периоды. Махершала Али часто вылетал в Майами в выходные, чтобы сниматься, в то время он участвовал в других проектах. Наоми Харрис снялась во всех своих сценах за три дня без репетиций, в то время как Андре Холланд — за пять дней.

## Кассовые сборы
Фильм собрал в прокате $65 млн, из которых $27,9 млн — в США, $37,2 млн — в других странах. По разным оценкам, бюджет фильма составил от $1,5 до $5 млн.

## Отзывы и оценки
Фильм получил крайне положительные отзывы от кинокритиков, доля одобрительных отзывов на Rotten Tomatoes составляла 98 % со средней оценкой 9/10. На сайте Metacritic средняя оценка составила 99 из 100. На обоих агрегаторах фильм занял первое место по количеству одобрительных отзывов в 2016 году. Дэвид Руни из The Hollywood Reporter похвалил выступление актёров и описал картину Джеймса Лакстона как «обманчиво мягкую и соблазнительную, но одновременно пронзительную и сокрушительную». Руни пришёл к выводу, что фильм «будет наносить удары по аккомпанементам для тех, кто когда-либо боролся с личностью, или искал связи в одиноком мире». В другом положительном обзоре Time Out, Джошуа Роткопф похвалил фильм, назвав его без сомнения причиной, «по которой мы идём в кино, сближаемся с героем, болеем и надеемся за него».
Брайен Формо из Collider дал оценку «A−», похвалил исполнение актёров и режиссуру, также заметив, что фильм рассказывает личную «историю, важную и это превосходно». Джейк Коул из Slant Magazine также похвалил фильм за игру актёров, но заметил проблему со сценарием, который в некоторых местах выглядит устаревшим.
На фоне большого количества крайне положительных отзывов, появились и сдержанные, например обзор Мелани МакДонах из The Spectator, которая назвала фильм скучным и бессмысленным. Камилла Лонг из The Times назвала сюжет фильма «заезженной историей, которая повторялась в фильмах бесчисленное количество раз», а также, что она вряд ли подойдёт для белой аудитории из среднего класса. Пользователи Twitter обрушились на Лонг с критикой и обвинениями в расизме и гомофобии. Некоторые критики встали на её сторону, защищая свободу мнения, другие также решили, что критику Лонг нельзя называть объективной.
Оценки простых зрителей заметно хуже, чем у критиков. Например средняя оценка на сайте IMDB составила 7.4 балла из 10. Многие пользователи считают оценки критиков неоправданно завышенными, связанными с тем, что в фильме присутствует ЛГБТ-тематика и репрезентация темнокожих людей одновременно. Таким образом, фильм является типичным примером «оскарной приманки». Оценки российских кинокритиков также более сдержанны, чем отзывы их коллег на Западе — средняя оценка на сайте «Критиканство» составляет 75 баллов из 100.
Множество западных изданий назвали «Лунный свет» одним из лучших фильмов десятилетия, а Rolling Stone, The Independent и IndieWire выбрали «Лунный свет» главным фильмом десятилетия. По подсчётам агрегатора Metacritic, в этом «Лунный свет» уступает только фильму «Безумный Макс: Дорога ярости».

## Награды и номинации
- 2016 — участие в конкурсной программе Лондонского кинофестиваля.
- 2016 — приз лучшему актёру (Махершала Али) на кинофестивале в Мар-дель-Плата.
- 2016 — Премия британского независимого кино за лучший международный независимый фильм.
- 2016 — две премии Национального совета кинокритиков США за лучшую режиссуру (Барри Дженкинс) и за лучшую женскую роль второго плана (Наоми Харрис), а также попадание в десятку лучших фильмов года.
- 2016 — две премии «Спутник» за лучший оригинальный сценарий (Барри Дженкинс) и за лучшую женскую роль второго плана (Наоми Харрис), а также 5 номинаций: лучший фильм, лучшая режиссура (Барри Дженкинс), лучшая мужская роль второго плана (Махершала Али), лучшая операторская работа (Джеймс Лэкстон), лучший монтаж (Джой Макмиллан, Нэт Сандерс).
- 2017 — лучший фильм года по версии Американского института киноискусства.
- 2017 — три премии «Оскар»: лучший фильм (Адель Романски, Деде Гарднер, Джереми Клейнер), лучший адаптированный сценарий (Барри Дженкинс, Тарелл Элвин Маккрейни), лучшая мужская роль второго плана (Махершала Али)[42]. Кроме того, лента получила 5 номинаций: лучшая режиссура (Барри Дженкинс), лучшая женская роль второго плана (Наоми Харрис), лучшая операторская работа (Джеймс Лэкстон), лучший монтаж (Джой Макмиллан, Нэт Сандерс), лучшая оригинальная музыка (Николас Брителл).
- 2017 — премия «Золотой глобус» за лучший фильм — драма, а также 5 номинаций: лучшая режиссура (Барри Дженкинс), лучший сценарий (Барри Дженкинс), лучшая мужская роль второго плана (Махершала Али), лучшая женская роль второго плана (Наоми Харрис), лучшая оригинальная музыка (Николас Брителл).
- 2017 — 4 номинации на премию BAFTA: лучший фильм (Адель Романски, Деде Гарднер, Джереми Клейнер), лучший оригинальный сценарий (Барри Дженкинс), лучшая мужская роль второго плана (Махершала Али), лучшая женская роль второго плана (Наоми Харрис).
- 2017 — премия Гильдии киноактёров США за лучшую мужскую роль второго плана (Махершала Али), а также две номинации: лучшая женская роль второго плана (Наоми Харрис), лучший актёрский ансамбль.
- 2017 — 6 премий «Независимый дух»: премия имени Роберта Олтмана, лучший фильм (Адель Романски, Деде Гарднер, Джереми Клейнер), лучшая режиссура (Барри Дженкинс), лучший сценарий (Барри Дженкинс, Тарелл Элвин Маккрейни), лучшая операторская работа (Джеймс Лэкстон), лучший монтаж (Джой Макмиллан, Нэт Сандерс).
- 2017 — две премии Лондонского кружка кинокритиков за лучшую мужскую роль второго плана (Махершала Али) и за лучшую женскую роль второго плана (Наоми Харрис), а также 5 номинаций: лучший фильм года, лучшая режиссура (Барри Дженкинс), лучший сценарий (Барри Дженкинс), лучшая британская или ирландская актриса (Наоми Харрис), лучшее техническое достижение (Джой Макмиллан и Нэт Сандерс за монтаж).
- 2017 — номинация на премию Гильдии режиссёров США за лучшую режиссуру художественного фильма.
- 2017 — премия Гильдии сценаристов США за лучший оригинальный сценарий (Барри Дженкинс, Тарелл Элвин Маккрейни).
- 2018 — номинация на премию «Бодиль» за лучший американский фильм.
- 2018 — номинация на премию «Золотой жук» за лучший зарубежный фильм.